# Hyalinobatrachium munozorum
Hyalinobatrachium munozorum és una espècie de granota que viu al Perú, l'Equador i possiblement també al Brasil.
Està amenaçada d'extinció per la pèrdua del seu hàbitat natural.